# Ischnoptera brattstroemi
Ischnoptera brattstroemi es una especie de cucaracha del género Ischnoptera, familia Ectobiidae. Fue descrita científicamente por Princis en 1952.
Habita en Chile.